# Сокольнический переулок
Соко́льнический переу́лок — переулок, расположенный в Восточном административном округе города Москвы на территории района Сокольники.

## История
Переулок получил своё название в XIX веке по расположению вблизи Сокольничьей рощи.

## Расположение
Сокольнический переулок проходит от улицы Сокольническая Слободка на юго-запад до улицы Шумкина, пересекая Маленковскую и Старослободскую улицы.

## Примечательные здания и сооружения
По нечётной стороне:
По чётной стороне:

## Транспорт

### Наземный транспорт
По Сокольническому переулку не проходят маршруты наземного общественного транспорта. У юго-западного конца переулка, на улице Шумкина, расположена остановка «Москва-2-Товарная» автобусов № 40, 122, 783.

### Метро
- Станция метро «Сокольники» Сокольнической линии и «Сокольники» Большой кольцевой линии (соединены переходом) — восточнее переулка, на Сокольнической площади